# François Ndoumbé
François Ndoumbé Léa (1954. január 30. – ) kameruni válogatott labdarúgó.

## Pályafutása

### Klubcsapatban
1971 és 1985 között az Union Douala csapatában játszott.

### A válogatottban
1972 és 1985 között 49 alkalommal szerepelt a kameruni válogatottban és 4 gólt szerzett. Részt vett az 1982-es világbajnokságon  és tagja volt az 1984-ben Afrikai nemzetek kupáját nyerő válogatott keretének is.
.

## Sikerei, díjai
Union Douala
- Kameruni bajnok (2): 1976, 1978
- CAF-bajnokok ligája (1): 1979
- Kupagyőztesek Afrika-kupája (1): 1981

Kamerun
- Afrikai nemzetek kupája (1): 1984